# Російсько-кавказький конфлікт

Етнолінгвістична карта Кавказького регіону

Росі́йсько-кавка́зький конфлі́кт — це затяжна етнічна та політична боротьба між різними народами Північного Кавказу та російською, радянською і імперською російською владою. Цей конфлікт бере початок із XVI століття, коли російські війська прагнули розширити свій вплив на південь. Різні кавказькі народи, включно з абазинами, абхазами, черкесами, чеченцями, інгушами, карачаївцями-балкарцями, осетинами та дагестанцями (різні народи Дагестану), протидіяли російському контролю як збройними, так і дипломатичними методами. Сучасний етап конфлікту загострився після розпаду Радянського Союзу у 1991 році, коли спалахнули сепаратистські рухи і рухи опору, що продовжували зазнавати репресій у XXI столітті.

## Передісторія

### Геополітичне значення
Кавказький регіон, який поєднує Європу та Азію, має величезне геополітичне значення. Його стратегічне розташування між Чорним і Каспійським морями, разом із пересіченою місцевістю, зробило його як бар'єром, так і брамою до південних від Росії територій. Прагнення Росії контролювати Кавказ випливало з її намірів убезпечити кордони, контролювати торговельні шляхи та розширити вплив у бік Близького Сходу.

Топографія Кавказу

### Російсько-кумицькі війни та перші зіткнення
Початки російсько-кавказького конфлікту сягають XVI століття, коли Московія розпочала експансію на Кавказ. Кумики, тюркський народ, що мешкав у Дагестані, стали одними з перших, хто організовано чинив опір російській експансії, беручи участь у російсько-кумицьких війнах протягом XVI—XVII століть. Їхній опір не лише започаткував ширші союзи серед кавказьких народів, а й заклав основу для багатонаціонального спротиву, який став характерним для подальших конфліктів.

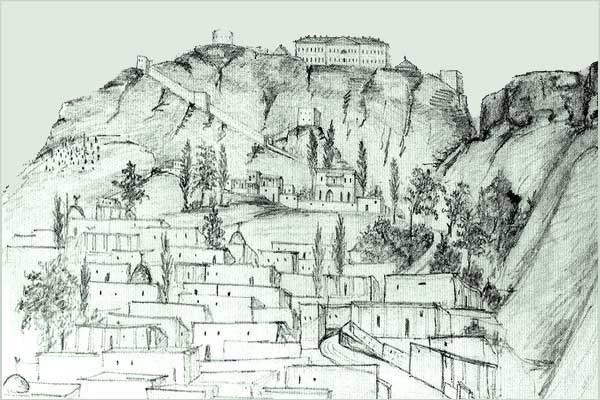
Столиця Тарки

Московська експансія на Кавказ розпочалась за правління Івана Грозного, який спершу намагався встановити союз із кабардинцями. Його шлюб із Марією Темрюковною, кабардинською князівною, тимчасово об'єднав інтереси Кабарди з Московією. Після її смерті союз розпався, і кабардинці, разом із кумиками і ногайцями, розпочали рейди проти московитів. Цей опір досяг піку у 1571 році, коли Девлет Ґерай, хан кримських татар, у союзі з ногайцями, здійснив спустошливий набіг на Москву, що продемонструвало труднощі, з якими Московія стикалася на південному кордоні.

Конфлікт загострився близько 1556 року, коли Московія захопила Астрахань, розширивши свою присутність на Північному Кавказі та вступивши в безпосередній контакт із кумиками. Це захоплення зруйнувало кумицькі торговельні шляхи та посилило напруження. Упродовж кінця XVI століття ці конфлікти спалахували періодично, закладаючи основу для масштабніших російсько-кавказьких війн XVIII—XIX століть. Опір кумиків і їхня співпраця з іншими місцевими народами передвіщали нестабільність регіону та тривалі конфлікти, що згодом охопили багато народів, які об'єднувалися проти російської експансії.

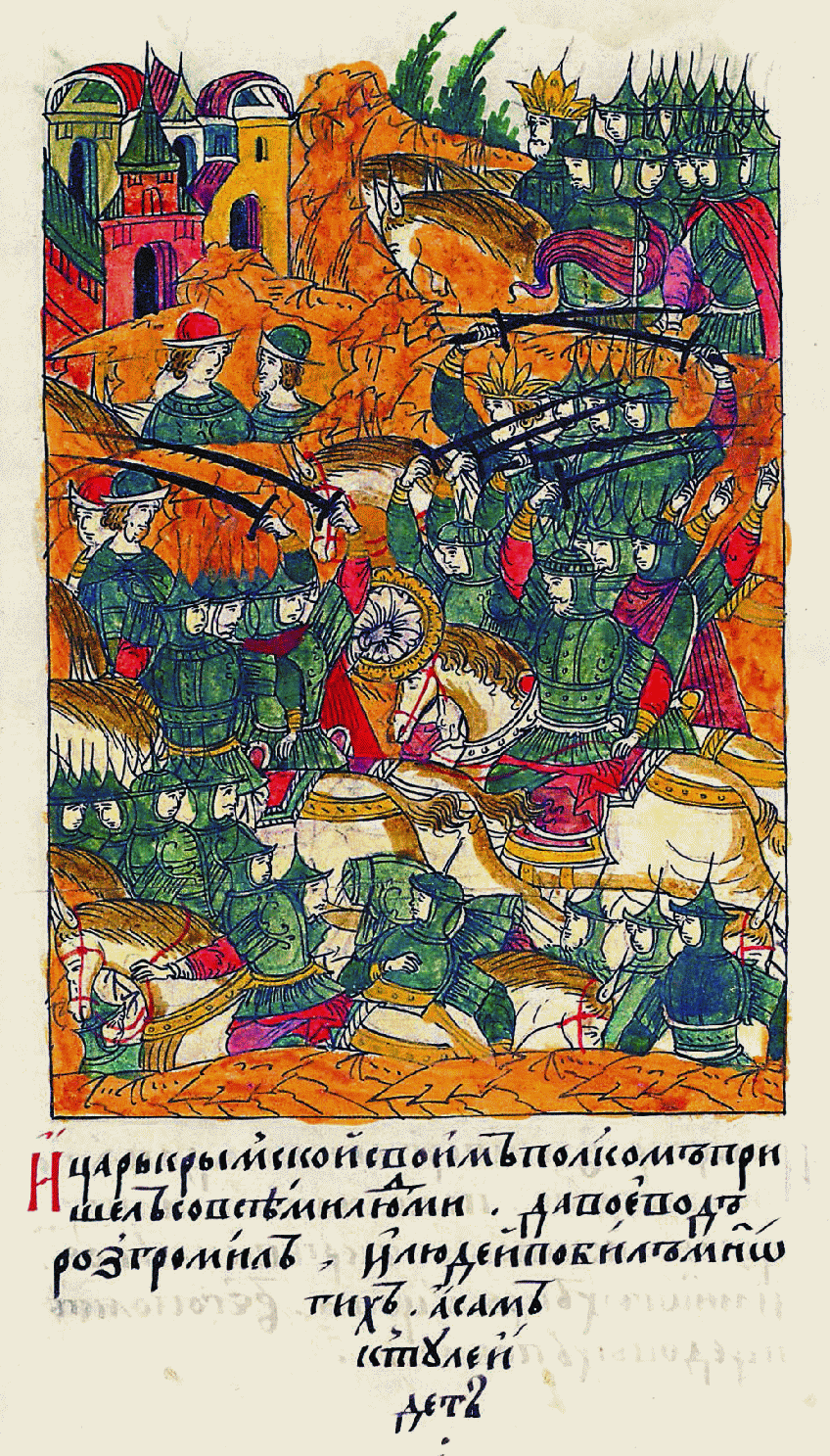
Мініатюра з Ілюстрованого літопису Івана Грозного

Основні зіткнення розпочалися у 1560 році, коли московити розграбували столицю кумиків — місто Тарки (нині передмістя Махачкали). Згодом, під тиском кримців, московити були змушені відступити. У 1591 році кампанію повторили — царя кумиків поранили, а Грузія пообіцяла присягнути на вірність Росії. Подальші спроби експансії зазнали невдач: у 1594 році кумики відбили наступ, а у 1607 році майже повністю знищили сили загарбників.

## Історія

### Ранні війни та експансія Петра I
На початку XVIII століття Петро I розпочав серію військових кампаній із метою розширення впливу Росії на Кавказі, що стало початком постійного втручання Російської імперії в регіон. Перша значна спроба відбулася 1711 року під час Прутського походу, коли російські війська ненадовго просунулися в черкеські землі. Під час кампанії татарські й черкеські господарства зазнали великих втрат. При спробі переслідувати загарбників черкеси зазнали поразки на річці Чани. Росіяни не змогли закріпити успіхи й були змушені вивести війська згідно з Прутським мирним договором.
Десять років по тому Петро відновив інтерес до регіону під час перського походу (1722—1723), націленого насамперед на Дагестан і Азербайджан. Хоча Черкесія не була основною метою кампанії, вона стала переломним моментом у російській стратегії на Кавказі та підготувала ґрунт для подальших конфліктів. У цей час також почав зростати опір черкесів російській експансії уздовж Чорного моря, що передвіщало масштабніший Російсько-черкеський конфлікт, який вибухне пізніше у XVIII столітті. Ця епоха російських походів заклала основу для тривалої боротьби за Кавказ, започаткувавши напруженість, яка зрештою триватиме понад століття.

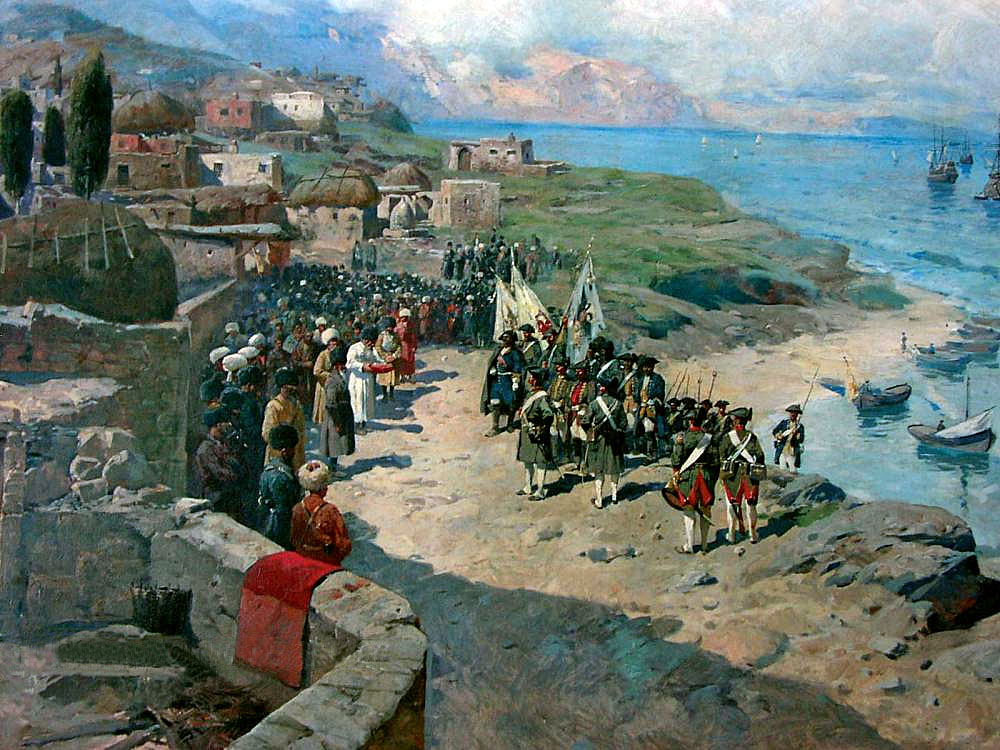
Петро I у Тарках, столиці Тарковського шамхальства; художник Франц Рубо

### Російсько-черкеська війна (1763—1864)

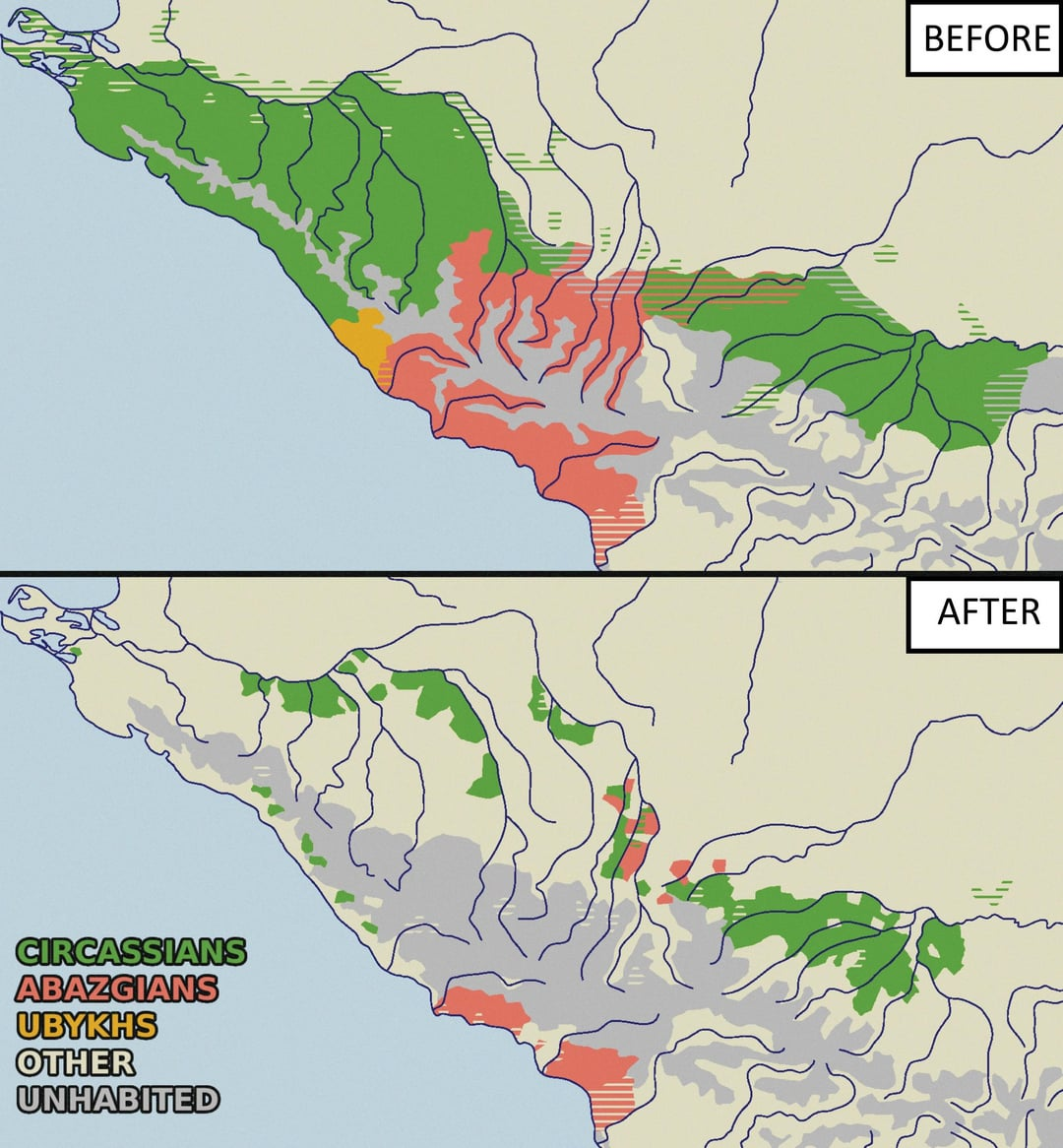
Карта розселення черкесів, абазгів і убихів до та після геноциду черкесів

Російсько-черкеська війна — це тривале протистояння між Російською імперією та черкеським народом Північного Кавказу, що тривало з 1763 до 1864 року. У межах ширшої кампанії Росії з підкорення Кавказу, черкеси чинили опір, застосовуючи партизанську тактику та використовуючи гірську місцевість. Черкеси, що отримували обмежену підтримку від Османської імперії, боролися за збереження своєї батьківщини та автономії. До завершення війни російські війська вбили та насильно переселили значну частину черкеського населення, знищивши та вигнавши від 1 до 2 мільйонів осіб до Османської імперії. Багато хто загинув від голоду, хвороб і важких умов під час переселення — ці події нині широко визнаються як Геноцид черкесів. Парламент Грузії офіційно визнав цей геноцид у 2011 році, а черкеські активісти продовжують домагатися ширшого міжнародного визнання.

### Рух Шейха Мансура (1785—1791)
У 1785 році Шейх Мансур, чеченський мусульманський лідер, організував одне з перших масштабних повстань народів Північного Кавказу проти російської експансії. Натхненний ісламськими ідеями, Мансур закликав до культурної та релігійної незалежності, об'єднавши бійців із різних куточків Кавказу. Хоча зрештою він був переможений і схоплений у 1791 році, його рух став основою для подальшого опору і надихнув майбутніх лідерів. Шейх Мансур залишається символом спротиву російському домінуванню, а його заклик до об'єднання Кавказу заклав підвалини для наступних релігійно вмотивованих повстань.

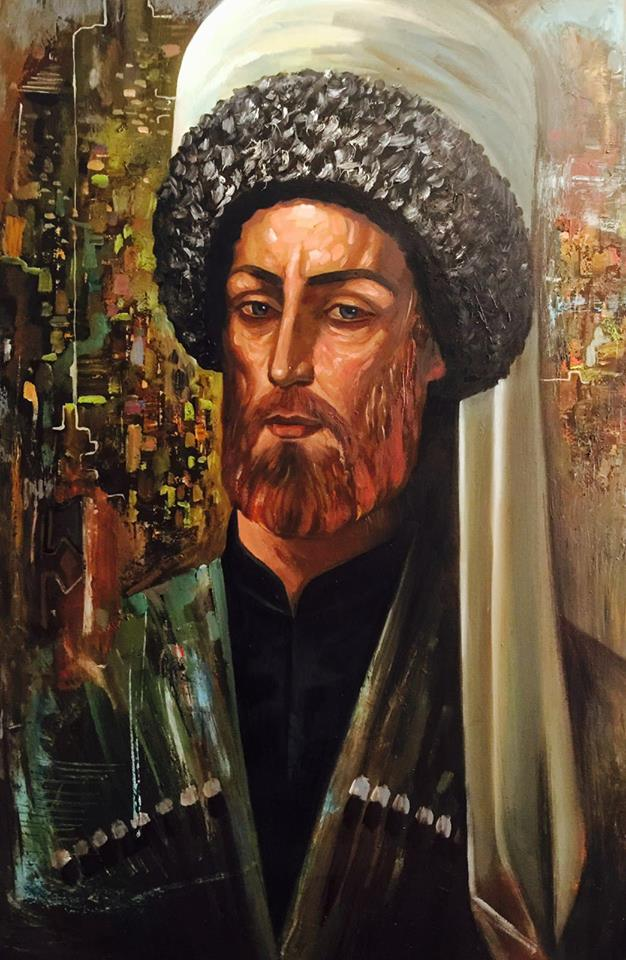
Портрет Шейха Мансура

### Кавказька війна (1817—1864) та Імамат Імама Шаміля
Кавказька війна (1817—1864) була найкривавішою фазою ширшого російсько-кавказького конфлікту. Імам Шаміль, лідер з Дагестану аварського походження, став центральною фігурою північнокавказького опору, коли у 1834 році проголосив створення Кавказького Імамату, прагнучи об'єднати етнічні та релігійні групи регіону, зокрема чеченців, аварців і лезгинів. Шаміль очолив потужну партизанську кампанію з гірських районів, ефективно стримуючи російські наступи протягом багатьох років, доки не був захоплений у 1859 році. Хоча захоплення Шаміля означало кінець його Імамату, опір тривав у різних формах. Шаміль пам'ятається як символ стійкості, втілення боротьби Північного Кавказу за збереження ідентичності, незалежності та способу життя перед російською експансією.

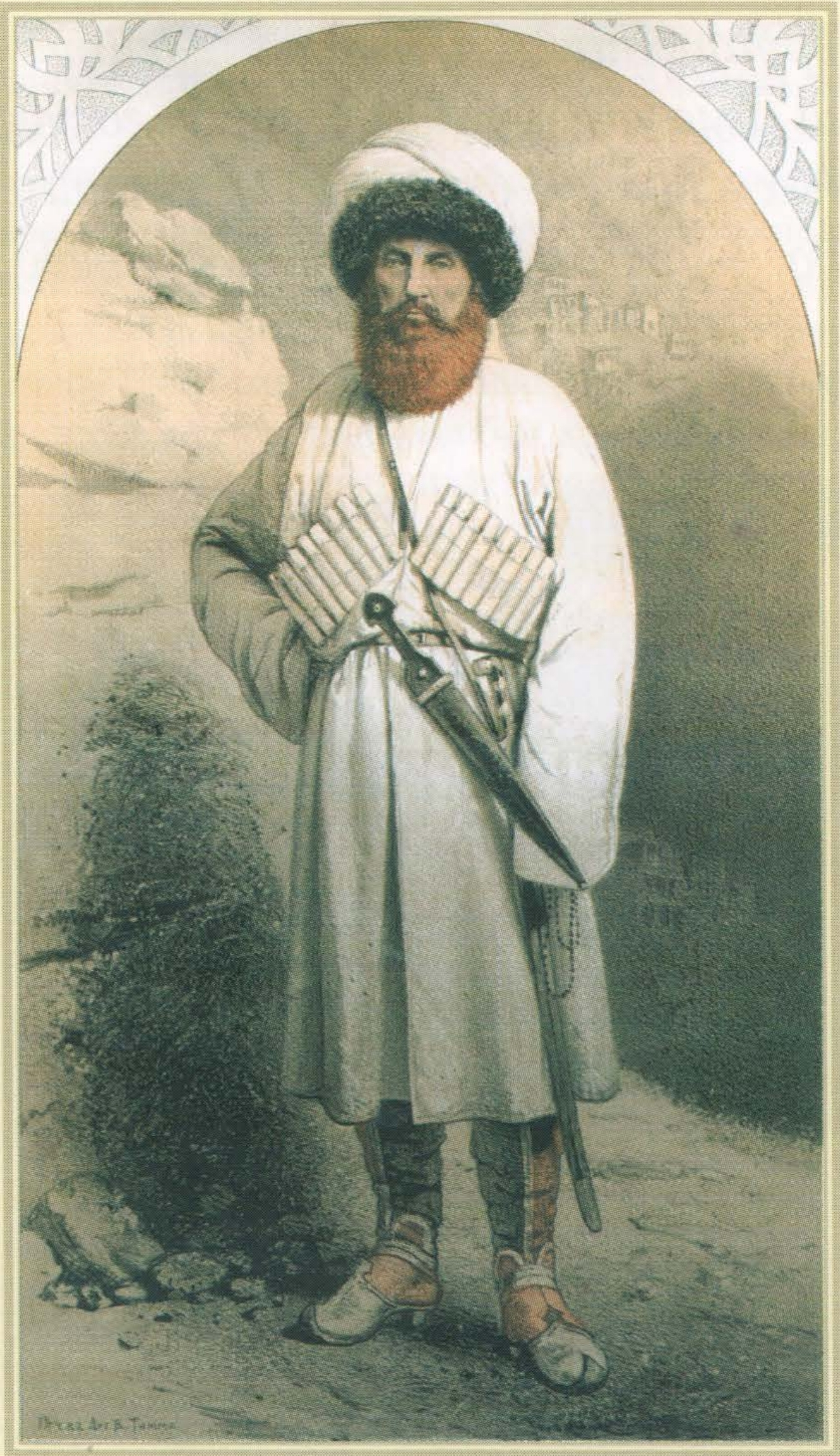
Імам Шаміль. Літографія Василя Тімма

### Короткочасні рухи за незалежність (1917—1921)
Розпад Російської імперії в 1917 році після більшовицької революції відкрив коротке вікно можливостей для незалежності Північного Кавказу. У 1917 році проголосили Гірську республіку Північного Кавказу, яка охоплювала території, населені північнокавказькими народами. Невдовзі створили Північнокавказький Емірат (ПКЕ), заснований на принципах ісламського управління. Однак новоутворений Радянський Союз швидко відновив контроль, і до 1921 року Червона армія ліквідувала обидві республіки. Попри коротке існування, Гірська республіка і Північнокавказький Емірат залишаються символами прагнення Північного Кавказу до незалежності.

Карта Гірської республіки

### Радянська доба та депортації

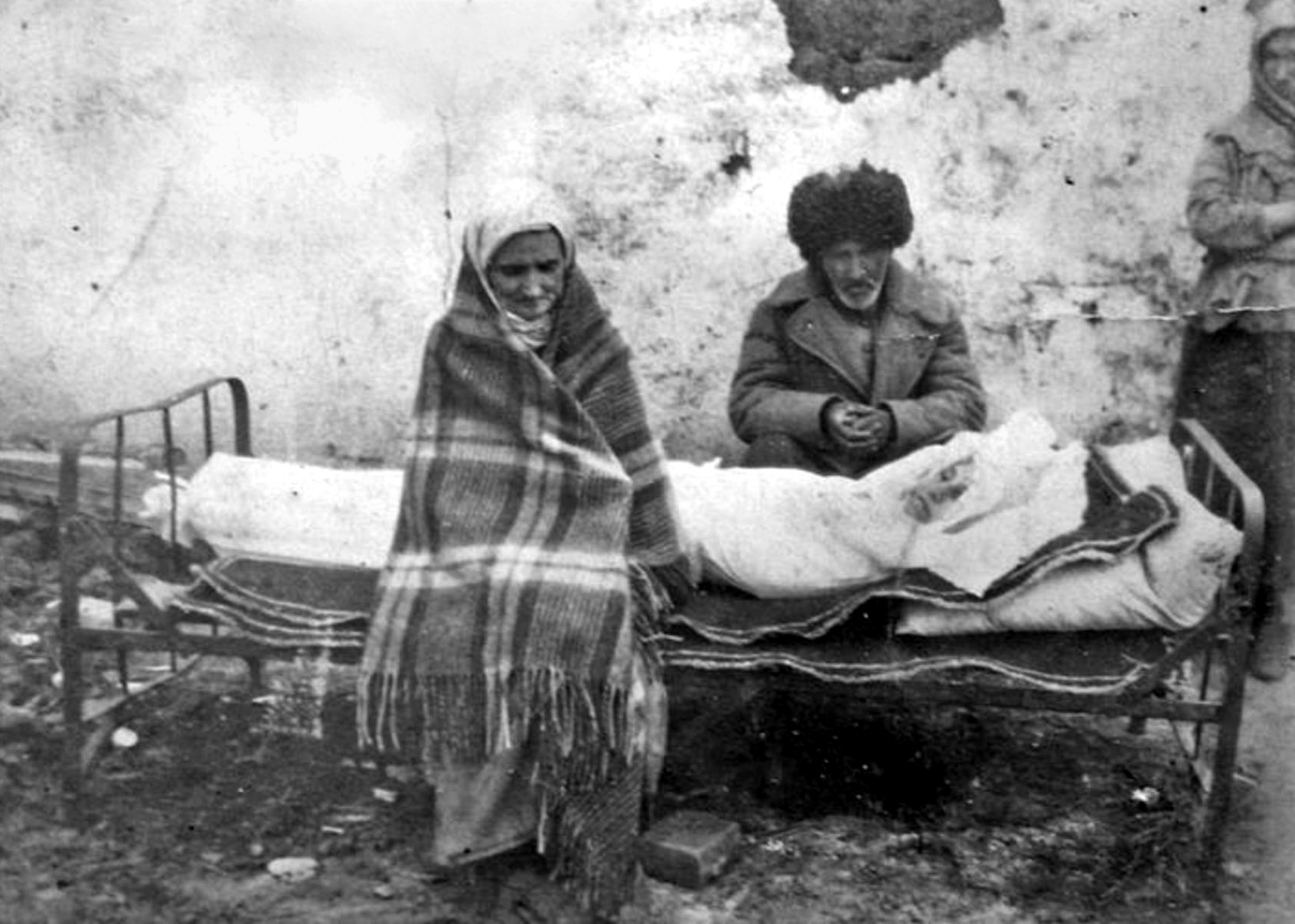
Інгуська родина біля тіла померлої доньки в Казахстані

Під час Другої світової війни радянський лідер Йосип Сталін звинуватив чеченців, інгушів, карачаївців, і балкарців у співпраці з нацистською Німеччиною, попри відсутність доказів. У 1944 році Сталін розпочав масові депортації в межах Операції «Чечевиця», під час якої примусово переселили понад 500 000 чеченців та інгушів, а також понад 110 000 карачаївців і балкарців, до віддалених районів Середньої Азії. Умови транспортування були жахливими — за оцінками, 25–45 % загинули від голоду, холоду та хвороб. Ті, хто вижив, жили в тяжких умовах до 1957 року, коли їм дозволили повернутися. Ці депортації залишили глибоку травму в північнокавказьких громадах.

### Сучасні повстання (1990-ті— сьогодення)

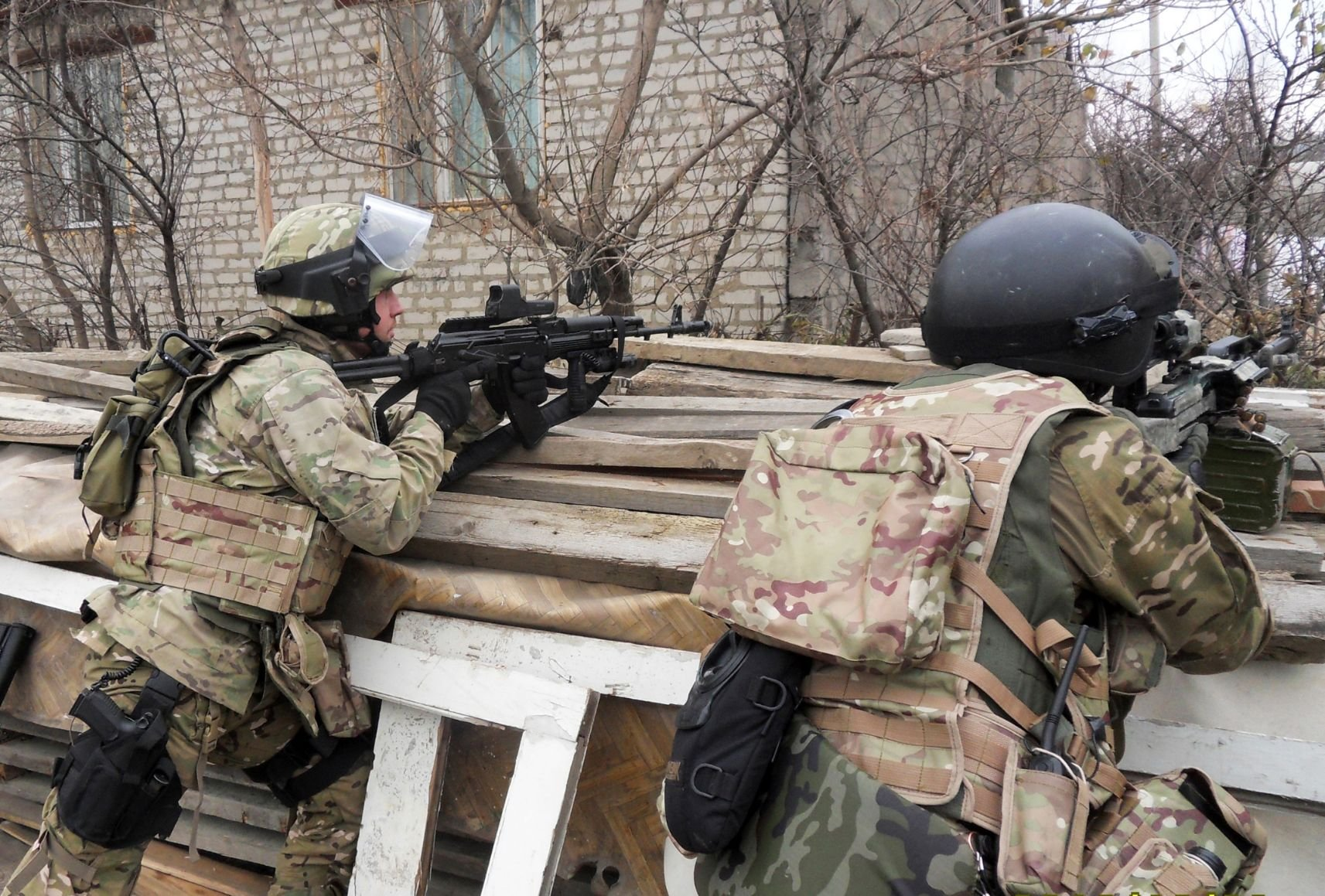
Спецоперація ФСБ РФ у Махачкалі

Після розпаду Радянського Союзу в 1991 році на Північному Кавказі спалахнули нові повстання, зокрема в Чечні. Перша чеченська війна (1994—1996) та Друга чеченська війна (1999—2000) призвели до десятків тисяч загиблих і масштабних руйнувань, особливо в таких містах, як Грозний. Паралельно загострилися напруження в інших регіонах, зокрема під час Осетино-інгуської війни 1992 року, коли російський уряд підтримав осетинів, що ще більше загострило міжетнічні протиріччя. Чеченський конфлікт згодом переріс у ширше ісламістське повстання на Північному Кавказі, яке триває спорадично донині — зокрема в Дагестані, Інгушетії та Кабардино-Балкарії.

## Культурні та соціальні наслідки
Російсько-кавказький конфлікт глибоко вплинув на культуру, суспільство й ідентичність народів Північного Кавказу. Примусові міграції, такі як геноцид черкесів і сталінські депортації, відрізали громади від батьківщини, розпорошивши діаспори по Близькому Сходу, Європі та Америці. Зокрема:
• Діаспора та пам'ять: Північнокавказькі діаспори активно зберігають культурну спадщину й виступають за міжнародне визнання історичних трагедій, як-от геноцид черкесів.

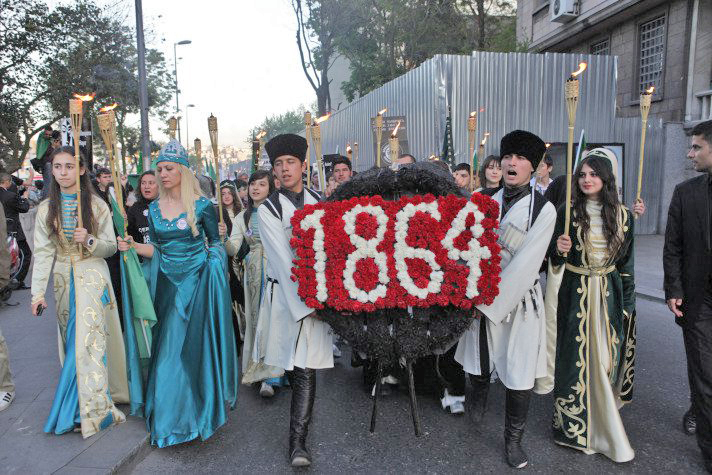
Черкеси вшановують жертв геноциду на площі Таксім у Стамбулі

• Традиційні практики: Корінні мови, звичаї та ісламські традиції були важливим чинником збереження ідентичності Північного Кавказу попри русифікацію за часів царизму й СРСР.
• Символічний опір: Постаті як Імам Шаміль і Шейх Мансур стали культурними іконами, що символізують дух опору та єдності. Щорічні вшанування депортацій і геноциду підтримують колективну пам'ять про ці історичні травми.
Сучасна культура Північного Кавказу — це поєднання стійкості, історичної пам'яті та постійної боротьби за автономію, часто в конфлікті з російською державною політикою інтеграції.

## Ситуація на Південному Кавказі
Південний Кавказ, що охоплює сучасні Грузію, Вірменію та Азербайджан, відіграє унікальну, хоча й тісно переплетену роль у російсько-кавказькому конфлікті. Російські амбіції на Південному Кавказі додали нові рівні складності до тривалої боротьби за контроль над регіоном, впливаючи на місцеві культури, лояльність і рухи опору. Цей регіон був свідком російської експансії, формування місцевих альянсів і складних наслідків примусових переміщень та конфліктів.

### Російська експансія, місцеві альянси й лояльність
На початку XIX століття Росія спрямувала свої амбіції на південь, підпорядкувавши Вірменію, Грузію та Азербайджан імперському контролю, прагнучи утвердитися між Османською та перською імперіями. Спочатку деякі громади Південного Кавказу вбачали в Росії захисника від османського й перського панування, особливо християнські громади у Вірменії та Грузії. Це сприяло періоду лояльності до Російської імперії — грузинські та вірменські лідери часто співпрацювали з російською адміністрацією для збереження регіональної стабільності. Згодом ця лояльність змінилася, коли Росія посилила прямий контроль над регіоном, ліквідувавши місцеве самоврядування та обмеживши автономію.

### Опір, переселення й депортація месхетинських турків
Із посиленням російської політики посилювався й місцевий опір, особливо у відповідь на обмеження традиційних форм самоврядування. В Азербайджані місцеві ханства спершу протистояли російському наступу, але зрештою були анексовані. Напруження посилилися через організовані Росією переселення, що змінили демографію регіону. У 1944 році за наказом Сталіна турки-месхетинці, мусульманська меншина, були насильно депортовані з Грузії до Середньої Азії під приводом загроз безпеці. Тисячі людей постраждали від тяжких умов, а депортація залишила глибокі розділення й образи в регіоні.

### Конфлікти в Абхазії та Південній Осетії
Російський вплив на Південному Кавказі залишив по собі спадщину етнічної напруженості, особливо в Абхазії та Південній Осетії. Після розпаду СРСР ці регіони прагнули незалежності від Грузії, що призвело до абхазько-грузинського та осетино-грузинського конфліктів на початку 1990-х. Втручання Росії, зокрема пряма підтримка сепаратистських рухів, дестабілізувало регіон і сприяло фрагментації грузинської території. Російсько-грузинська війна 2008 року ще більше загострила ці розбіжності: Росія офіційно визнала Абхазію та Південну Осетію як незалежні держави, що суттєво погіршило грузино-російські відносини та підтримує високий рівень напруги в регіоні. У 2012 році в Грузії відбулася зміна уряду, який, хоча й не визнає окупації Абхазії та Південної Осетії, провадить більш проросійську політику, зокрема наслідуючи її методи у придушенні опозиції.

### Вірменські конфлікти та альянс із Росією
У Вірменії російський вплив змінив як місцеве управління, так і національну ідентичність. Вірменські громади часто орієнтувалися на Росію як на захисника від сусідніх держав. Однак ці зв'язки втягнули Вірменію в складну регіональну політику, особливо у тривалий конфлікт з Азербайджаном щодо Нагірного Карабаху. Участь Росії в цьому конфлікті була ключовою — як держави, що мала важелі впливу на обидві сторони. Вірменії вдалося відстояти контроль над Карабахом у 1994, після чого вона увійшла до альянсів, які створювала Росія (таких як Організація договору про колективну безпеку та Євразійський економічний союз). Попри це під час другої карабаської війни 2020 року Росія не надала Вірменії військової підтримки. В 2023 році Азербайджан повернув повний контроль над Нагірним Карабахом, а майже все вірменське населення регіону виїхало до Вірменії. На тлі цих подій у вірменській політиці відбувається перехід до більш багатовекторної політики, що включає зменшення участі у російських політичних проєктах, активнішу співпрацю з ЄС і США, а також налагодження відносин із Азербайджаном.

## Поточна ситуація
Сьогодні російсько-кавказький конфлікт проявляється у складних соціальних, політичних та економічних вимірах. Північний Кавказ перебуває під постійним контролем Росії. Багато північнокавказців сприймають це як продовження історичної окупації, оскільки російський уряд підтримує значну військову й безпекову присутність у регіоні, часто виправдовуючи це боротьбою з тероризмом. Такий стан речей сприяє атмосфері напруження, де влада Росії сприймається як така, що обмежує місцеву автономію й культурне самовираження. Часті сутички між мешканцями Кавказу й російськими силовиками свідчать про стійке невдоволення в регіоні.
У російському суспільстві дискримінація та ксенофобія щодо кавказців посилилися. Поширені гасла на кшталт «досить годувати Кавказ», «Росія для росіян» і «Москва для москвичів» відображають частину громадської думки, яка виступає проти присутності кавказців у великих містах та інших регіонах Росії. Політика уряду й націоналістична риторика подекуди підживлюють ці настрої, зміцнюючи стереотипи й маргіналізуючи північнокавказців у суспільстві. Кавказці в Росії регулярно зазнають дискримінації та етнічного профілювання при працевлаштуванні, пошуку житла та взаємодії з правоохоронними органами. У містах ці громади часто перебувають під посиленим наглядом поліції, а в медіа — під стигматизацією.
Сутички між етнічними росіянами й північнокавказцями часто трапляються як у містах, так і в самому регіоні Кавказу. Ці конфлікти, підживлені глибокими етнічними та соціальними суперечностями, підтримують цикл взаємної недовіри та образ. Попри формальну інтеграцію Північного Кавказу до складу Російської Федерації, регіон залишається економічно відсталим і соціально нестабільним: високий рівень безробіття та обмежений доступ до ресурсів порівняно з іншими частинами країни.
Тривалі проблеми на Північному Кавказі є свідченням незавершеності російсько-кавказького конфлікту: історичні образи, системні репресії та сучасні геополітичні інтереси продовжують визначати стосунки між Росією та корінними народами Кавказу. Ці проблеми виявляють глибокі наслідки багатовікового протистояння, яке досі не знайшло розв'язання в сучасному політичному контексті.

## Сучасне визнання
Спадщина російсько-кавказького конфлікту спричинила різний ступінь визнання та усвідомлення в сучасному дискурсі, зокрема щодо історичних несправедливостей, яких зазнали корінні народи Кавказу. В останні роки зростає усвідомлення звірств, скоєних під час цих конфліктів, включно з геноцидом черкесів, а також масовими депортаціями різних етнічних груп.

### Геноцид черкесів
У 2011 році Парламент Грузії офіційно визнав геноцид черкесів, що відбувся під час російсько-черкеської війни (1763—1864) та призвів до загибелі й примусового виселення сотень тисяч черкесів. Це визнання стало частиною ширшого руху серед черкеських активістів і спільнот діаспори, які виступають за міжнародне визнання геноциду та вимагають репарацій і права на повернення для виселених черкесів. У низці інших країн, включно з Туреччиною та США, також тривають подібні обговорення щодо визнання історичних несправедливостей, яких зазнав черкеський народ.

### Радянські депортації
Депортації чеченців, інгушів, карачаївців і балкарців під час Другої світової війни за часів сталінського режиму дедалі частіше визнаються актами геноциду різними дослідниками та правозахисними організаціями. Європейський парламент у 2004 році визнав депортацію чеченців актом геноциду, підкресливши необхідність пам'яті та визнання цих історичних травм.

### Сучасний вплив
Сучасне визнання цих історичних подій вплинуло на нинішні обговорення прав людини, автономії та прав корінних народів Північного Кавказу. Однак у Росії державна риторика часто применшує або заперечує історичні кривди, пов'язані з російсько-кавказьким конфліктом, що відображає поточну напруженість між російською державою та різними етнічними групами регіону. Активісти продовжують домагатися ширшого визнання своїх прав, культурної спадщини та історичних несправедливостей, підкреслюючи складне переплетення історії, ідентичності та політики в сучасному кавказькому суспільстві.